# 黄庚
黄庚（1970年7月10日—），河南郑州人，中国男子跳远运动员。他曾获得1990年亚洲运动会男子跳远银牌以及1994年亚洲运动会男子跳远金牌。也参加了1992年夏季奥运会和1996年夏季奥运会。他的弟弟黄乐也是一名跳远运动员。